# Henry Kolker
Henry Kolker, nome completo J. Henry Kolker, (Quincy, 13 novembre 1870 – Los Angeles, 15 luglio 1947), è stato un attore e regista statunitense.

## Biografia
Henry Kolker iniziò la sua carriera teatrale di attore nel 1904. Nel 1914, debuttò come regista dirigendo il primo dei suoi film, Santo Icario, girato a Roma. Dirigerà, fino al 1924, diciotto film. Da attore, Kolker apparve in oltre centosettanta film di cui ventisei muti.
L'ultimo film in cui apparve, Sogni proibiti, è del 1947. Kolker morì il 15 luglio di quell'anno, a 77 anni, a Los Angeles.

## Filmografia

### Attore

#### 1915
- The Bigger Man, regia di John W. Noble (1915)
- The Warning, regia di Edmund Lawrence (1915)

#### 1916
- Gloria's Romance, regia di Colin Campbell, Walter Edwin (1916)

#### 1918
- The Shell Game, regia di George D. Baker (1918)
- Social Hypocrites, regia di Albert Capellani (1918)
- The House of Mith, regia di Albert Capellani (1918)

#### 1919
- The Great Victory, Wilson or the Kaiser? The Fall of the Hohenzollerns, regia di Charles Miller (1919)
- The Parisian Tigress, regia di Herbert Blaché (1919)
- Blackie's Redemption, regia di John Ince (1919)
- La lanterna rossa (The Red Lantern), regia di Albert Capellani (1919)
- Tangled Threads, regia di Howard C. Hickman (1919)
- The Brat, regia di Herbert Blaché (1919)
- Her Purchase Price, regia di Howard C. Hickman (1919)

#### 1921
- L'uomo di pietra (The Man of Stone), regia di George Archainbaud (1921)

#### 1925
- Le tre grazie (Sally, Irene and Mary), regia di Edmund Goulding (1925)

#### 1926
- The Palace of Pleasure
- Hell's Four Hundred
- Winning the Futurity
- Wet Paint, regia di Arthur Rosson (1926)

#### 1927
- Un bacio in taxi
- Annie Laurie la fanciulla scozzese (Annie Laurie), regia di John S. Robertson (1927)
- Una maschietta tutto pepe (Rough House Rosie), regia di Frank R. Strayer (1927)

#### 1928
- Soft Living
- Midnight Rose
- Una nueva y gloriosa nación
- Il marito provvisorio

#### 1929
- Coquette, regia di Sam Taylor (1929)
- The Valiant, regia di William K. Howard (1929)
- Pleasure Crazed, regia di Donald Gallaher, Charles Klein (1929)
- Love, Live and Laugh, regia di William K. Howard (1929)

#### 1930
- Femmina (The Bad One), regia di George Fitzmaurice (1930)
- Good Intentions, regia di William K. Howard (1930)
- Il cavaliere della libertà (Abraham Lincoln), regia di David W. Griffith (1930)
- L'ombra dell'apocalisse (The Way of All Men), regia di Frank Lloyd (1930)
- Madame du Barry (Du Barry, Woman of Passion), regia di Sam Taylor (1930)
- L'appello dell'innocente (East Is West), regia di Monta Bell (1930)

#### 1931
- Una notte celestiale
- Don't Bet on Women
- Fiamme di gelosia (Doctors' Wives), regia di Frank Borzage (1931)
- Quick Millions, regia di Rowland Brown (1931)
- Indiscreet, regia di Leo McCarey (1931)
- La spia (The Spy), regia di Berthold Viertel (1931)
- I Like Your Nerve
- Nell'oasi del terrore (The Unholy Garden), regia di George Fitzmaurice (1931)
- Il passaporto giallo (The Yellow Ticket), regia di Raoul Walsh (1931)

#### 1932
- The Washington Masquerade
- L'avventura di Teri
- Il primo anno (The First Year)
- Il diavolo nell'abisso
- Down to Earth, regia di David Butler (1932)
- The Crash
- Faithless
- Rasputin e l'imperatrice (Rasputin and the Empress), regia di Richard Boleslawski e (non accreditato) Charles Brabin (1932)

#### 1933
- Signore sole (The Keyhole), regia di Michael Curtiz (1933)
- Gabriel Over the White House, regia di Gregory La Cava (1933)
- Hello, sister!
- Papà cerca moglie (A Bedtime Story), regia di Norman Taurog (1933)
- Hell Below
- The Narrow Corner
- Baby Face, regia di Alfred E. Green (1933)
- Notorious But Nice
- Potenza e gloria
- Bureau of Missing Persons, regia di Roy Del Ruth (1933)
- Golden Harvest
- Amai una donna (I Loved a Woman), regia di Alfred E. Green (1933)
- Love, Honor and Oh Baby!
- Gigolettes of Paris
- Meet the Baron
- Blood Money, regia di Rowland Brown (1933)

#### 1934
- Un popolo in ginocchio (Massacre), regia di Alan Crosland (1934)
- Bedside, regia di Robert Florey (1934)
- I've Got Your Number, regia di Ray Enright (1934)
- Il gatto ed il violino (The Cat and the Fiddle), regia di William K. Howard (1934)
- Wonder Bar, regia di Lloyd Bacon (1934)
- Journal of a Crime, regia di William Keighley (1934)
- Success at Any Price, regia di J. Walter Ruben (1934)
- Tramonto (Sisters Under the Skin), regia di David Burton (1934)
- Let's Talk It Over, regia di Kurt Neumann (1934)
- Black Moon, regia di Roy William Neill (1934)
- The Hell Cat, regia di Albert S. Rogell (1934)
- Let's Try Again, regia di Worthington Miner (1934)
- Gli amori di una spia (Stamboul Quest), regia di Sam Wood e, non accreditato, Jack Conway (1934)
- Vigliaccheria (Whom the Gods Destroy), regia di Walter Lang (1934)
- Blind Date, regia di Roy William Neill (1934)
- Name the Woman, regia di Albert S. Rogell (1934)
- Pura al cento per cento (The Girl from Missouri), regia di Jack Conway e, non accreditato, Sam Wood (1934)
- She Loves Me Not, regia di Elliott Nugent (1934)
- Rivelazione (Now and Forever), regia di Henry Hathaway (1934)
- One Exciting Adventure, regia di Ernst L. Frank (1934)
- Million Dollar Ransom, regia di Murray Roth (1934)
- A Lost Lady, regia di Alfred E. Green e Phil Rosen (1934)
- La donna che amo (Lady by Choice), regia di David Burton (1934)
- Lo specchio della vita (Imitation of Life), regia di John M. Stahl (1934)
- Serenata di Schubert (Love Time), regia di James Tinling (1934)
- Il tesoro dei faraoni (Kid Millions), regia di Roy Del Ruth e, non accreditato, Willy Pogany (1934)
- The Ghost Walks, regia di Frank R. Strayer (1934)
- Sing Sing Nights, regia di Lewis D. Collins (1934)
- The Band Plays On, regia di Russell Mack (1934)

#### 1935
- L'uomo dai due volti (Charlie Chan in Paris), regia di Lewis Seiler e, non accreditato, Hamilton MacFadden (1935)
- La carne e l'anima (Society Doctor), regia di George B. Seitz (1935)
- Red Hot Tires, regia di D. Ross Lederman (1935)
- The Mystery Man
- Una notte a New York (One New York Night), regia di Jack Conway (1935)
- Times Square Lady, regia di George B. Seitz (1935)
- A Dog of Flanders, regia di Edward Sloman (1935)
- The Florentine Dagger, regia di Robert Florey (1935)
- The Case of the Curious Bride, regia di Michael Curtiz (1935)
- Tentazione bionda (Reckless), regia di Victor Fleming (1935)
- Canzoni appassionate (Go Into Your Dance), regia di Archie L. Mayo e, non accreditati, Michael Curtiz e Robert Florey (1935)
- Spring Tonic, regia di Clyde Bruckman (1935)
- Honeymoon Limited, regia di Arthur Lubin (1935)
- Amore folle (Mad Love), regia di Karl Freund (1935)
- Il mistero della camera nera (The Black Room), regia di R. William Neill (1935)
- Here Comes the Band, regia di Paul Sloane (1935)
- L'uomo dai diamanti (Diamond Jim), regia di A. Edward Sutherland (1935)
- Ladies Love Danger, regia di H. Bruce Humberstone (1935)
- Accadde una volta (Red Salute), regia di Sidney Lanfield (1935)
- Io vivo la mia vita (I Live My Life), regia di W. S. Van Dyke (1935)
- L'ammiraglio (Shipmates Forever), regia di Frank Borzage (1935)
- Gli ultimi giorni di Pompei (The Last Days of Pompeii), regia di Ernest B. Schoedsack e Merian C. Cooper (1935)
- È scomparsa una donna (Three Kids and a Queen), regia di Edward Ludwig (1935)
- Frisco Waterfront, regia di Arthur Lubin, Joseph Santley (1935)
- Lotta di spie (The Great Impersonation), regia di Alan Crosland (1935)

#### 1936
- Collegiate, regia di Ralph Murphy (1936)
- My Marriage, regia di George Archainbaud (1936)
- Le belve della città (Bullets or Ballots), regia di William Keighley (1936)
- Giulietta e Romeo (Romeo and Juliet), regia di George Cukor (1936)
- Sitting on the Moon, regia di Ralph Staub (1936)
- Viaggio di nozze (In His Steps), regia di Karl Brown (1936)
- L'uomo che visse due volte (The man Who Lived Twice), regia di Harry Lachman (1936)
- L'adorabile nemica (Theodora Goes Wild), regia di Richard Boleslawski (1936)
- Pugno di ferro (Great Guy), regia di John G. Blystone (1936)

#### 1937
- Ombre di notte (Under Cover of Night), regia di George B. Seitz (1937)
- Once a Doctor, regia di William Clemens (1937)
- They Wanted to Marry, regia di Lew Landers (1937)
- La vergine di Salem (Maid of Salem), regia di Frank Lloyd
- La luce verde (Green Light), regia di Frank Borzage (1937)
- Let Them Live, regia di Harold Young (1937)
- The Devil Is Driving, regia di Harry Lachman (1937)
- Maria Walewska (Conquest), regia di Clarence Brown e, non accreditato, Gustav Machatý (1937)
- Thoroughbreds Don't Cry, regia di Alfred E. Green (1937)

#### 1938
- The Invisible Menace
- Love Is a Headache
- Uno scozzese alla corte del Gran Kan
- Incantesimo (Holiday), regia di George Cukor (1938)
- Safety in Numbers, regia di Malcolm St. Clair (1938)
- Maria Antonietta, regia di W. S. Van Dyke e (non accreditato) Julien Duvivier (1938)
- L'amico pubblico n. 1
- La dama e il cowboy

#### 1939
- La gloriosa avventura (The Real Glory), regia di Henry Hathaway (1939)
- Lasciateci vivere!  (Let Us Live), regia di John Brahm (1939)

#### 1947
- Sogni proibiti (The Secret Life of Walter Mitty), regia di Norman Z. McLeod (1947)

### Regista
- Santo Icario (1914)
- A Man's Country (1919)
- The Woman Michael Married (1919)
- The Third Generation (1920)
- Bright Skies (1920)
- Heart of Twenty (1920)
- The Palace of Darkened Windows (1920)
- The Greatest Love  (1920)
- Bucking the Tiger (1921)
- Who Am I? (1921)
- The Fighter (1921)
- Disraeli (1921)
- I Will Repay (1923)
- The Leopardess (1923)
- Sant'Ilario (1923)
- The Snow Bride (1923)
- The Purple Highway (1923)
- The Great Well (1924)